# Agar (Dakota du Sud)
Pour les articles homonymes, voir Agar.
Agar est une municipalité américaine située dans le comté de Sully, dans l'État du Dakota du Sud. Selon le recensement de 2010, elle compte 76 habitants. La municipalité s'étend sur 0,16 milles carrés (0,41 km2).
Elle doit son nom à Charles H. Angar, membre de la commission du comté lors de sa fondation en 1910.

## Démographie
| 1930 | 1940 | 1950 | 1960 | 1970 | 1980 |
| ---- | ---- | ---- | ---- | ---- | ---- |
| 200  | 142  | 141  | 139  | 156  | 139  |

| 1990 | 2000 | 2010 | - | - | - |
| ---- | ---- | ---- | - | - | - |
| 82   | 82   | 76   | - | - | - |